# Русињо
Моакир Сикуера де Кероз (Рио де Жанеиро, 18. децембра 1902. — 14. августа 1992)  је био бразилски фудбалер. Играо је за фудбалску репрезентацију Бразила на светском првенству 1930. године.
Играо је клупски фудбал за Андарахи, Васко да Гаму и Ботафого, победивши Кампеонато Кариока 1924, 1929 и 1934 са Васко да Гамом и 1935 са Ботафогом.